# Lawson Island
Lawson Island – niezamieszkana wyspa w Archipelagu Arktycznym, w regionie Qikiqtaaluk, na terytorium Nunavut, w Kanadzie. Znajduje się u zbiegu Cieśniny Hudsona i Morza Labradorskiego. Sąsiaduje m.in. z MacColl Island, Observation Island, Holdridge Island, Leading Island, King Island i Erhardt Island.